# Goerd Peschken
Goerd Peschken (né le 22 juin 1931 à Nordhausen) est un chercheur en bâtiment allemand.

## Biographie
Goerd Peschken apprend d'abord à être charpentier et, après avoir terminé son apprentissage en 1953, commence à étudier l'architecture à l'Université technique de Berlin, où en 1965 il soutient une thèse sur "l'esthétique technologique dans l'architecture de Schinkel" sur l'académie de construction de Schinkel à Berlin-Mitte. De 1970 à 1975, il y enseigne l'histoire de la construction, avant de rejoindre l'Université des Beaux-Arts de Hambourg en tant que professeur d'architecture en 1975, après s'être entre-temps qualifié avec la reconstruction du manuel d'architecture de Karl Friedrich Schinkel. Il y est devenu émérite en 1996 .
Goerd Peschken se fait surtout un nom en tant qu'expert sur Karl Friedrich Schinkel et Andreas Schlueter et grâce à ses recherches sur le château de Berlin.
Son travail le plus remarquable est considéré comme sa reconstruction du manuel d'architecture de Schinkel, qui n'a jamais été achevé et qui lui a été confié par Paul Ortwin Rave.
Aujourd'hui, il est considéré comme l'un des plus importants historiens allemands du bâtiment du XXe siècle, bien qu'il n'ait jamais occupé de chaire d'histoire de l'architecture.

## Travaux (sélection)
- Karl Friedrich Schinkel: Das Architektonische Lehrbuch (= Karl Friedrich Schinkel Lebenswerk (de). Band 14). Bearbeitet von Goerd Peschken. Hrsg. von Margarete Kühn. Deutscher Kunstverlag, München 1979. (Nachdruck 2001,  (ISBN 3-422-06329-3))
- mit Hans-Werner Klünner: Das Berliner Schloss: Das klassische Berlin. Propyläen, Frankfurt am Main 1982,  (ISBN 3-549-06652-X).
- Demokratie und Tempel: Die Bedeutung der dorischen Architektur. Der Beeken, Berlin 1990, (ISBN 3-922993-20-9) édité erroné. (in französischer Übersetzung: Corinne Jaquand: Temple et Démocratie, La signification de l'architecture dorique. In: marnes, documents d'architecture. vol 3, Edition de la Villette, France 2014,  (ISBN 978-2-915456-87-5))
- Das königliche Schloß zu Berlin. Deutscher Kunstverlag, München 1992 ff.
  - Band 1: Die Baugeschichte von 1688 bis 1701. Mit Nachträgen zur Baugeschichte des Schlosses seit 1442. 1992,  (ISBN 3-422-06096-0).
  - Band 2: Die Baugeschichte von 1701 bis 1706. 1998,  (ISBN 3-422-06221-1).
  - Band 3: Die barocken Innenräume. 2001,  (ISBN 3-422-06341-2).
- Baugeschichte politisch: Schinkel, Stadt Berlin, preussische Schlösser. Zehn Aufsätze mit Selbstkommentaren. Vieweg, Braunschweig 1993,  (ISBN 3-528-08796-X).